# Fontaine Notre-Dame-des-Vertus
La fontaine Notre-Dame-des-Vertus est une fontaine située à cent mètres au sud du hameau de Goh Vray et à six cents mètres au nord de la chapelle Notre-Dame-des-Vertus, à Berric dans le Morbihan en France.

## Historique
La fontaine fait l’objet d’un classement au titre des monuments historiques depuis le 3 juillet 1964.

## Architecture
La fontaine est constituée d'une niche incluse dans un pignon, qui protège la statue de Notre-Dame. Au pied du pignon, se trouve une petite piscine.

## Culte
La fontaine fait l'objet d'un culte votif lors du pardon annuel.